# Johanneum (Leipzig)

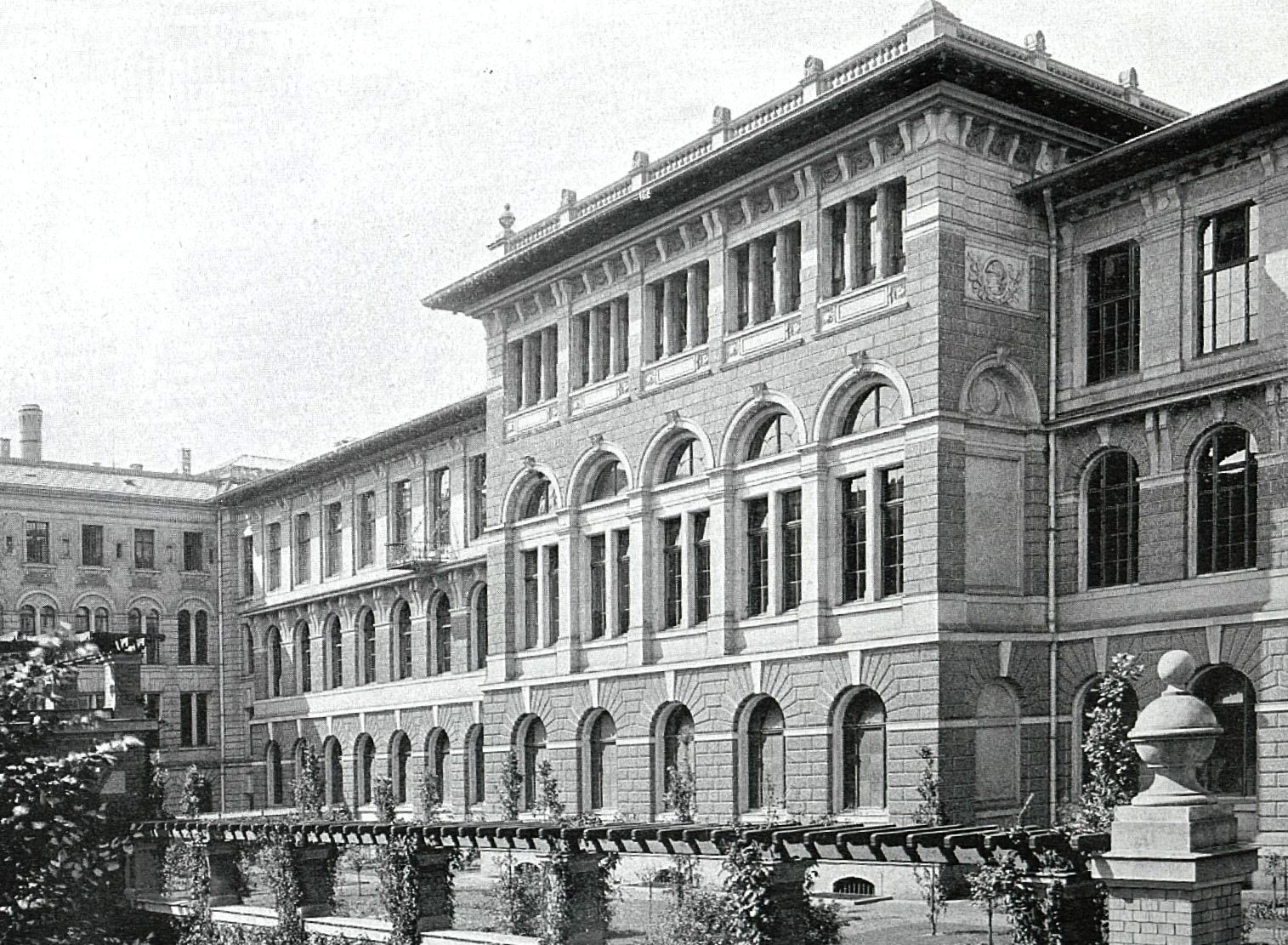
Ein Teil der Südfront des Johanneums
um 1900

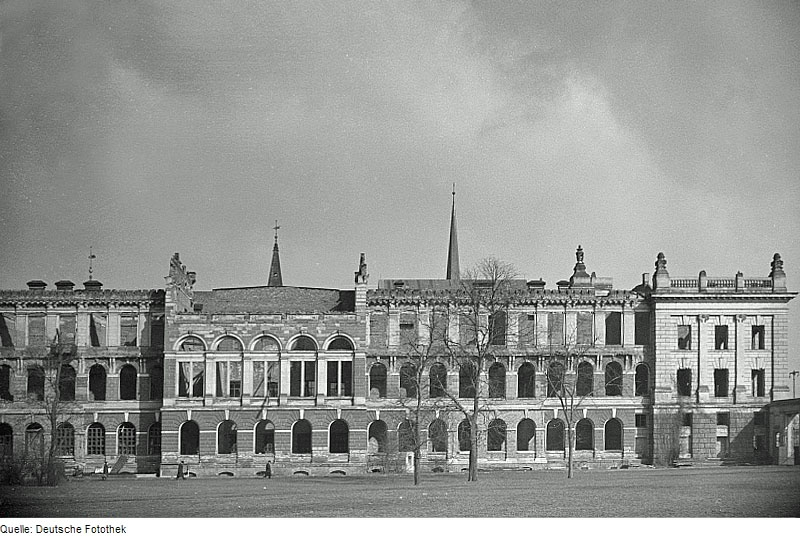
Das Johanneum von Süden als Ruine 1952, rechts der Giebel des Augusteums

Das Johanneum der Universität Leipzig war einer der vier großen Gebäudeteile, die bei der Umgestaltung des Paulinerareals durch Arwed Roßbach zum Ende des 19. Jahrhunderts entstanden. Der Name bezog sich auf König Johann von Sachsen.
Das von 1892 bis 1895 im Stil der Neorenaissance errichtete dreistöckige Gebäude verband in Ost-West-Richtung jeweils an ihren südlichen Enden das Augusteum am Augustusplatz mit dem zentral gelegenen Albertinum und reichte bis zum Beguinenhaus an der Universitätsstraße. Es wurde auf Teilen der Areale des alten Senatsgebäudes und des Konvikts erbaut, die zu diesem Zweck abgerissen worden waren. Das Haus besaß 19 Fensterachsen und war an der Südfront durch einen stark hervortretenden Mittelrisalit gegliedert, der in der Mitteletage höher als die übrigen Räume ausgeführt war und zwei Hörsäle enthielt.
Das Johanneum beherbergte zunächst Vorlesungs- und Seminarräume vorwiegend für die Kulturhistorischen Institute und ab 1897 Ausstellungsräume für das Archäologische und das Ägyptische Museum, die 1912/13 durch einen Anbau erweitert wurden.
Beim Luftangriff auf Leipzig vom 4. Dezember 1943 wurde das Johanneum schwer beschädigt, ein Wiederaufbau aber nicht ausgeschlossen. Einige Räume in den Gängen des ersten Obergeschosses konnten im Oktober 1945 bereits wieder vom Germanistischen Institut genutzt werden. Insbesondere der westliche Flügel war zum baldigen Wiederaufbau vorgesehen, der allerdings nie zur Ausführung kam.
Stattdessen wurde der verbliebene Baukörper des Johanneums am 20. Juni 1968 gesprengt, um Platz für die Neubauten der sozialistischen Karl-Marx-Universität zu schaffen. Das Gelände wird jetzt von Teilen des Hörsaalgebäudes und des Seminargebäudes eingenommen.